# La Sirène (film, 1912)
Pour les articles homonymes, voir La Sirène.
Pour plus de détails, voir Fiche technique et Distribution.
La Sirène (titre original : The Water Nymph) est un film américain muet réalisé par Mack Sennett, sorti en 1912.

## Fiche technique
- Titre original : The Water Nymph
- Titre français : La Sirène
- Réalisateur : Mack Sennett
- Production : Mack Sennett pour Keystone
- Durée : 8 minutes
- Sortie : 23 septembre 1912

## Distribution
- Mabel Normand : Vénus plongeuse
- Mack Sennett : Mack
- Ford Sterling : père de Mack
- Gus Pixley : L'homme efféminé
- Edward Dillon
- Mae Busch (non confirmé)

## Autour du film
Mae Busch aurait été blessée en plongeant lors du tournage du film.
Le film s'inspire des Bathing Beauties.